# Wang Shun
Wang Shun (n. 11 februarie 1994, Ningbo⁠(d), Republica Populară Chineză) este un înotător chinez, medaliat olimpic. A participat la 3 ediții ale Jocurilor Olimpice (2012, 2016, 2020) în care a câștigat o medalie de aur și o medalie de bronz.